# Oberamt (Baden)
Das Oberamt in der Markgrafschaft Baden wurde unter Karl Friedrich nach der Vereinigung der Markgrafschaften Baden-Baden und Baden-Durlach ab 1771 in allen Landesteilen geschaffen und wurde in der ersten Hälfte des 19. Jahrhunderts von der einheitlichen Bezeichnung Bezirksamt abgelöst.
Das Verhältnis zwischen Oberamt und Amt lässt sich nicht einheitlich definieren, denn nicht immer war eine Über- bzw. Unterordnung gegeben. Das Land hatte im 18. Jahrhundert noch keine völlig gleichartigen Verwaltungsbezirke erhalten, denn beim Zusammenwachsen von immer neuen Gebieten zu einem Territorium musste zunächst auf viele alte Gewohnheiten Rücksicht genommen werden.

## Oberämter in Baden bis 1803
- Oberamt Badenweiler
- Oberamt Durlach
- Oberamt Eberstein
- Oberamt Hochberg
- Oberamt Karlsruhe
- Oberamt Kirchberg
- Oberamt Mahlberg
- Oberamt Pforzheim
- Oberamt Rastatt
- Oberamt Rötteln
- Oberamt Yburg